# Lista över akademiska symfoniorkestrar i Norden
Med akademisk orkester avses här en symfoniorkester som har sin huvudsakliga verksamhet knuten till ett universitet eller högskola och/eller huvudsakligen består av studenter eller akademiker och/eller själv definierar sig som en akademisk orkester.

## Danmark

### Köpenhamn
- Köpenhamns Universitets Symfoniorkester (SymfUni)
- Köpenhamns Ungdoms Symfoniorkester (KUSO)
- Det Kongelige Danske Musikkonservatoriums Symfoniorkester

### Odense
- Syddansk Universitets Symfoniorkester

## Finland

### Esbo
- Polytekniikkojen Orkesteri vid Aalto-universitetet

### Helsingfors
- Ylioppilaskunnan Soittajat vid Helsingfors universitet

### Åbo
- Akademiska orkestern vid Åbo Akademi

## Norge

### Trondheim
- Studentersamfundets Symfoniorkester (Symforch)

## Sverige

### Göteborg
- Göteborgs Akademiska Symfoniorkester

### Linköping
- Linköpings Akademiska Orkester

### Lund
- Akademiska Kapellet vid Lunds universitet

### Malmö
- Malmö akademiska orkester

### Stockholm
- Stockholms Akademiska Orkester
- KTH:s Akademiska Kapell

### Uppsala
- Kungliga Akademiska Kapellet
- Norrlands nations salongsorkester - Norrlands nation